# کارایوسف‌لو (سیحان)
کارایوسف‌لو (به ترکی استانبولی: Karayusuflu) یک منطقهٔ مسکونی در ترکیه است که در سیحان واقع شده‌است.